# ワシントン州知事
ワシントン州知事 (Governor of Washington) は、アメリカ合衆国のワシントン州の州知事である。

## 一覧

### ワシントン準州知事
| 氏名                         | 就任          | 退任           |
| ---------------------------- | ------------- | -------------- |
| アイザック・スティーブンス   | 1853年12月3日 | 1857年8月11日  |
| ラファイエット・マクマレン   | 1857年9月10日 | 1858年7月      |
| リチャード・D・ゴルソン      | 1859年7月15日 | 1861年2月14日  |
| ウィリアム・H・ウォレス      | 1861年4月9日  | ―              |
| ウィリアム・ピカリング       | 1862年6月     | 1867年1月8日   |
| ジョージ・E・コール          | 1867年1月8日  | 1867年3月4日   |
| マーシャル・F・ムーア        | 1867年8月26日 | 1869年         |
| アルヴァン・フランダース     | 1869年4月5日  | 1870年3月4日   |
| エドワード・S・サロモン      | 1870年3月4日  | 1872年4月      |
| イライシャ・フェリー         | 1872年4月26日 | 1880年11月1日  |
| ウィリアム・ニューウェル     | 1880年11月1日 | 1884年         |
| ワトソン・スクワイア         | 1884年7月2日  | 1887年4月      |
| ユージン・センプル           | 1887年4月9日  | 1889年         |
| マイルズ・コンウェイ・ムーア | 1889年4月9日  | 1889年11月11日 |

### ワシントン州知事
| #  | 氏名                         | 就任           | 退任           | 政党   | 副知事                       |
| -- | ---------------------------- | -------------- | -------------- | ------ | ---------------------------- |
| 1  | イライシャ・フェリー         | 1889年11月11日 | 1893年1月9日   | 共和党 | チャールズ・ロートン         |
| 2  | ジョン・マグロー             | 1893年1月9日   | 1897年1月11日  | 共和党 | F・H・ルース                 |
| 3  | ジョン・ロジャーズ           | 1897年1月11日  | 1901年12月26日 | 人民党 | サーストン・ダニエルズ       |
| 3  | ジョン・ロジャーズ           | 1897年1月11日  | 1901年12月26日 | 民主党 | ヘンリー・マクブライド       |
| 4  | ヘンリー・マクブライド       | 1901年12月26日 | 1905年1月9日   | 共和党 | 空席                         |
| 5  | アルバート・E・ミード        | 1905年1月9日   | 1909年1月27日  | 共和党 | チャールズ・E・クーン        |
| 6  | サミュエル・G・コスグローヴ  | 1909年1月27日  | 1909年3月28日  | 共和党 | マリオン・E・ヘイ            |
| 7  | マリオン・E・ヘイ            | 1909年3月28日  | 1913年1月11日  | 共和党 | 空席                         |
| 8  | アーネスト・リスター         | 1913年1月11日  | 1919年2月13日  | 民主党 | ルイス・ハート               |
| 9  | ルイス・ハート               | 1919年2月13日  | 1925年1月12日  | 共和党 | 空席                         |
| 9  | ルイス・ハート               | 1919年2月13日  | 1925年1月12日  | 共和党 | ウィリアム・J・コイル        |
| 10 | ローランド・ハートリー       | 1925年1月12日  | 1933年1月9日   | 共和党 | W・ロン・ジョンソン          |
| 10 | ローランド・ハートリー       | 1925年1月12日  | 1933年1月9日   | 共和党 | ジョン・アーサー・ゲラトリー |
| 11 | クラレンス・D・マーティン    | 1933年1月9日   | 1941年1月13日  | 民主党 | ヴィクター・A・マイヤーズ    |
| 12 | アーサー・B・ラングリー      | 1941年1月13日  | 1945年1月8日   | 共和党 | ヴィクター・A・マイヤーズ    |
| 13 | モンラッド・ウォールグレン   | 1945年1月8日   | 1949年1月12日  | 民主党 | ヴィクター・A・マイヤーズ    |
| 14 | アーサー・B・ラングリー      | 1949年1月12日  | 1957年1月14日  | 共和党 | ヴィクター・A・マイヤーズ    |
| 14 | アーサー・B・ラングリー      | 1949年1月12日  | 1957年1月14日  | 共和党 | エメット・T・アンダーソン    |
| 15 | アルバート・ロゼリーニ       | 1957年1月14日  | 1965年1月11日  | 民主党 | ジョン・チャーバーグ         |
| 16 | ダニエル・J・エヴァンス      | 1965年1月11日  | 1977年1月12日  | 共和党 | ジョン・チャーバーグ         |
| 17 | ディクシー・リー・レイ       | 1977年1月12日  | 1981年1月14日  | 民主党 | ジョン・チャーバーグ         |
| 18 | ジョン・スペルマン           | 1981年1月14日  | 1985年1月16日  | 共和党 | ジョン・チャーバーグ         |
| 19 | ブース・ガードナー           | 1985年1月16日  | 1993年1月13日  | 民主党 | ジョン・チャーバーグ         |
| 19 | ブース・ガードナー           | 1985年1月16日  | 1993年1月13日  | 民主党 | ジョエル・プリチャード       |
| 20 | マイク・E・ローリー          | 1993年1月13日  | 1997年1月15日  | 民主党 | ジョエル・プリチャード       |
| 21 | ゲイリー・フェイ・ロック     | 1997年1月15日  | 2005年1月12日  | 民主党 | ブラッド・オウエン           |
| 22 | クリスティーヌ・グレゴワール | 2005年1月12日  | 2013年1月16日  | 民主党 | ブラッド・オウエン           |
| 23 | ジェイ・インスレー           | 2013年1月16日  | 2017年1月11日  | 民主党 | ブラッド・オウエン           |
| 23 | ジェイ・インスレー           | 2017年1月11日  | 2025年1月15日  | 民主党 | サイラス・ハビブ             |
| 24 | ボブ・ファーガソン           | 2025年1月15日  | 現職           | 民主党 | デニス・ヘック               |